# Уніполярний генератор

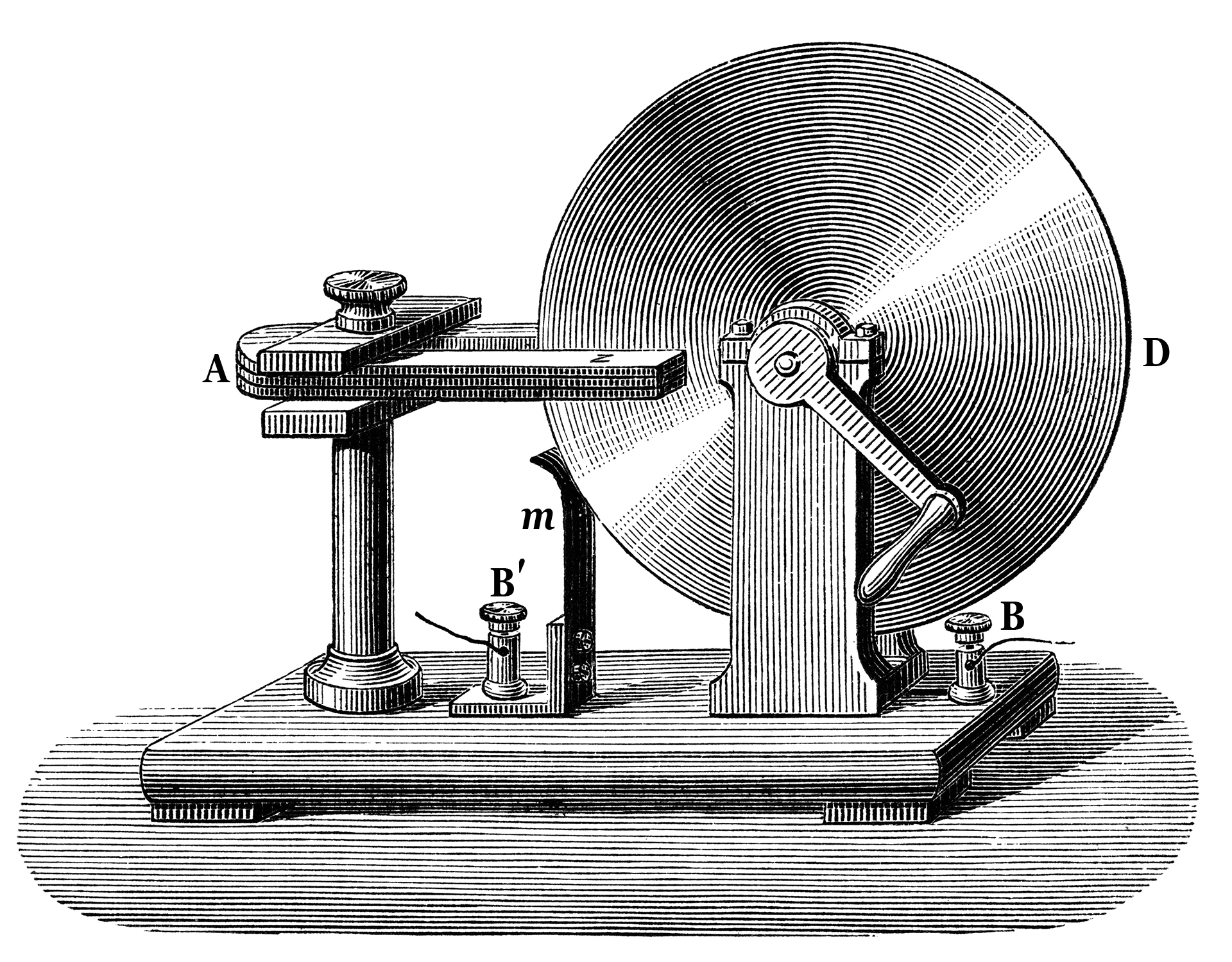
Диск Фарадея, перший уніполярний генератор

Уніполярний генератор — різновид електричної машини постійного струму. Містить провідний диск, постійне магнітне поле, паралельне осі обертання диска, 1 струмознімач на осі диска і 2-й струмознімач біля краю диска.

## Принцип дії
На електрони, що знаходяться в диску, діє сила Лоренца, що є векторним добутком напруженості магнітного поля і швидкості переміщення електрона разом з провідником в результаті обертання диска. Сила ця спрямована вздовж радіуса диска. В результаті при обертанні диска виникає ЕРС між його центром і краєм.
На відміну від інших електричних машин, такий генератор має:
- Надзвичайно низьку ЕРС (від часток до одиниць вольт) при низькому внутрішньому опорі і великому струмі;
- Рівномірність одержуваного струму, відсутність необхідності комутувати його колектором ротора, або випрямляти отриманий іншими машинами змінний струм зовнішніми комутувальними або електронними приладами;
- Великі власні втрати енергії через зворотні струми, що протікаючи диском, марно його нагрівають. Ця проблема частково вирішується конструкцією двигунів і генераторів з рідким провідним струмознімачем по всьому периметру диска;
- Досліди з двома дисками, що обертаються назустріч один одному і торкаються один одного, показали найкращі результати.

Поєднання цих властивостей зумовило дуже вузькі сфери застосування генераторів цього типу.

## Історія

### Диск Фарадея
У 1831 році Майкл Фарадей, відкривши закон електромагнітної індукції, крім інших експериментів, побудував наочний пристрій перетворення механічної енергії в електричну — диск Фарадея. Цей пристрій був надзвичайно неефективним, однак мав значну цінність для подальшого розвитку науки.
Закон електромагнітної індукції, сформульований Фарадеем, розглядав провідний контур, що перетинає лінії магнітного поля. Однак у випадку диска Фарадея магнітне поле було направлено вздовж осі обертання, контур відносно поля не переміщувався. Найбільше здивування викликав той факт, що обертання магніту разом з диском також призводило до появи ЕРС в нерухомому зовнішньому колі. Так з'явився парадокс Фарадея, що був вирішений тільки через кілька років після його смерті з відкриттям електрона — носія електричного заряду, рух якого обумовлює електричний струм у металах.
Наочно видима парадоксальність уніполярної індукції виражається наступною таблицею, в якій описані різні комбінації з обертання і нерухомості частин установки; знаком оклику позначено інтуїтивно не обґрунтований результат — виникнення струму в нерухомому зовнішньому колі при одночасному обертанні диска і закріпленого разом з ним магніту.
| Магніт      | Диск        | Зовнішнє коло | Чи є напруга? |
| ----------- | ----------- | ------------- | ------------- |
| нерухомий   | нерухомий   | нерухоме      | відсутня      |
| нерухомий   | обертається | нерухоме      | Є             |
| нерухомий   | нерухомий   | обертається   | Є             |
| нерухомий   | обертається | обертається   | не визначено  |
| обертається | нерухомий   | нерухоме      | відсутня      |
| обертається | обертається | нерухоме      | Є (!)         |
| обертається | нерухомий   | обертається   | Є             |
| обертається | обертається | обертається   | не визначено  |

Послідовне ж пояснення явища уніполярної індукції дається  теорією відносності.

### Патенти та деякі практичні конструкції
- Charles E. Ball (US238631; March 1881),  en: Sebastian Ziani de Ferranti,  en: Charles Batchelor отримали найраніші відомі патенти на конструкції уніполярних генераторів.
- Нікола Тесла (U.S. Patent 406,968) розробив конструкцію, в якій оберталися на паралельних осях два диска в різних за напрямом магнітних полях пов'язані металевим ременем.
- В 1989 у в Австралії діяв уніполярний генератор, що виробляє струм 1500 кА при напрузі 800 В.

### Астрофізика
Найбільш суттєвою сферою сучасного застосування уявлення про уніполярному генераторі є астрофізика. У ряді зоряних систем в космосі спостерігаються природні магнітні поля і провідні диски з плазми, поведінка яких як би повторює досліди Фарадея і Тесли.

### Перспективи практичного використання
Бурхливий розвиток низки галузей промисловості та новітньої техніки за останні 10-15 років зажадав створення установок на вельми великі постійні струми, що вимірюються сотнями кілоампер. У більшості випадків подібні установки є низьковольтними. У цих умовах для електричних уніполярних машин відкрилися широкі перспективи практичного використання, оскільки зазначений тип джерела дозволяє порівняно простими й економічними засобами генерувати без пульсацій постійний струм великої величини. У зв'язку з цим до уніполярних генераторів дослідниками знову було проявлено підвищений інтерес, завдяки чому виявилася успішно вирішеною проблема струмознімання, який довгий час стримував розвиток уніполярних машин. Використання нових рідкометалічних сплавів, що володіють низькими температурою плавлення і в'язкістю при високій електричній провідності, дозволили розробити економічні, малогабаритні струмознімальні пристрої, що допускають високі щільності струму в контакті. Це дало можливість побудувати вельми потужні уніполярні генератори, які поєднували найкращі якості, властиві машинам даного типу: простоту і надійність конструкції, малі габарити і високі техніко-економічні показники, генерування напруги і струму без пульсацій, високу термічну і перевантажувальну здатність за струмом, відсутність зношування частин в силовому колі тощо.